# Museo di arte contemporanea all'aperto di Morterone
Il Museo d'Arte contemporanea all'aperto di Morterone nasce dall’impegno e dall’attività svolta dall’Associazione Culturale Amici di Morterone, che dalla metà degli anni Ottanta si è impegnata nell’organizzazione di mostre d’arte contemporanea e nella realizzazione del Museo stesso, che oggi comprende oltre 30 opere di pittura e scultura di artisti italiani ed europei e che è tuttora in progress.
L’idea di presentare mostre d’arte contemporanea a Morterone è nata a metà degli anni Ottanta dalla poetica di Carlo Invernizzi che con la moglie Angela, i figli Epicarmo e Sostene ed alcuni amici volevano e vogliono far rivivere la comunità morteronese sulle proprie radici anche creativamente, abbellendone il territorio con opere d’arte per renderlo, nel rispetto della sua incontaminatezza, un autentico segnale poetico.

## Storia
Il progetto nasce dalla concezione filosofico-poetica della Natura Naturans del poeta Carlo Invernizzi. Questa visione pone al centro delle proprie riflessioni l’uomo, nella sua relazione con quanto lo circonda, e la sua capacità di percepire e sentire ciò che gli sta intorno non come un qualcosa di estraneo o accessorio, ma come parte integrante del divenire vitale. L’Associazione Culturale Amici di Morterone viene fondata nel 1986 per tradurre in fare attivo questa stessa visione e per trasformare Morterone in un laboratorio di creatività.
Dal 1988 quest’idea e si traduce nel voler costituire un museo degli artisti; museo inteso non come insieme di opere o di oggetti, ma di pensieri e di creatività. Proprio per le caratteristiche ambientali di Morterone, presto esso assume la forma di un grande museo a cielo aperto che oggi conta più di trenta opere (immerse nella natura e disseminate tra le case del paese e sulle pareti degli edifici). le opere sono state realizzate dai grandi protagonisti dell’arte internazionale, giunti a Morterone per incontrare questa visione poetica assolutamente unica, dove l’arte non viene semplicemente spostata in esterni, dai musei o da altri spazi deputati, per essere fruita nella natura, ma viene concepita strettamente in relazione ad essa.
Sino ad oggi hanno preso parte a questo progetto con opere installate all’aperto (tuttora presenti) Gianni Asdrubali, Francesco Candeloro, Nicola Carrino, Lucilla Catania, Carlo Ciussi, Gianni Colombo, Igino Legnaghi, François Morellet, Pino Pinelli, Bruno Querci, Ulrich Rückriem, Nelio Sonego, Mauro Staccioli, Niele Toroni, David Tremlett, Grazia Varisco, Michel Verjux e Rudi Wach. Inoltre, nella sala espositiva del Palazzo municipale, si sono susseguite esposizioni di artisti italiani e stranieri che hanno sempre frequentato e amato il territorio e la comunità morteronese tra cui Rodolfo Aricò, Alan Charlton, Dadamaino, Riccardo De Marchi, Lesley Foxcroft, Mario Nigro, Günter Umberg, Elisabeth Vary.

## Carlo Invernizzi e Morterone
Morterone è mio luogo di radici...
Mente voragine
logos precipite
nell’incurvo dello spaziotempo
in annichilo.
Morterone è mio luogo di radici, soglia ingermino d’immagini metafore del mio fare poesia.
In così silente conca d’incontaminatezza, senti l’eco dell’evaporo incomprimibile dell’universo e ti colpisce la luce tutta mentale di fulgidissimi logoisbrendoli di spaziotempo che s’infugano sull’orizzonte impercettibili. Qui la natura si ricrea in visionarietà di fantasiapensiero e la fantasiapensiero si origina dalla stessa natura con la quale è tutt'uno.
Natura Naturans di cui l’uomo è coscienza intrinseca, non componente estraneo che vuole dominarla e deturparla.
Questo è il senso del vivere a Morterone e il messaggio che Morterone vuole trasmettere. Abbellito con opere d’arte della più pura creatività, Morterone è segnale di poesia.
Carlo Invernizzi
Morterone, 27 maggio 1995

## Itinerario

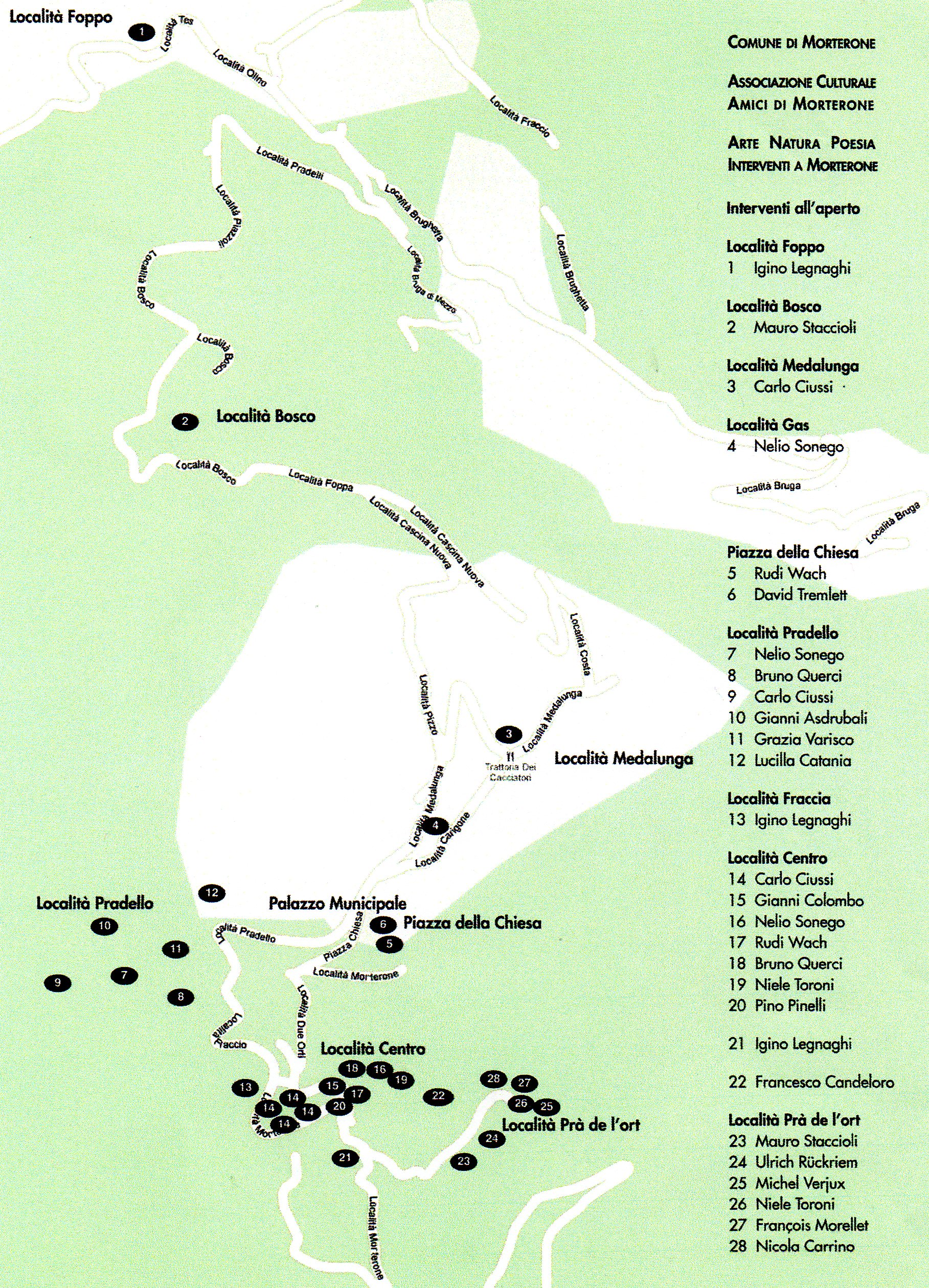
Mappa dell'itinerario del Museo all'aperto di Morterone

Le sculture sono collocate in diverse località all'interno del comune di Morterone e costituiscono un vero e proprio percorso di riflessione artistica, articolato in diverse tappe.
Le opere sono disposte secondo questo itinerario:
Località Foppo
- Iginio Legnaghi, Porta, 1989, ferro, 290x200x250 cm

Località Bosco
- Mauro Staccioli, Forme Perdute, 2012-13, cemento colorato

Località Medalunga
- Carlo Ciussi, I, 1986, ferro, 180x50x50 cm

Località Gus
- Nelio Sonego, Angoarcoli, 1994, acrilico su alluminio, 200x130 cm

Piazza della Chiesa
- Rudi Wach, Grande Madre, 1972, bronzo, 200x100x50 cm
- David Tremlett, Disegno per le montagne, 2010, pastello, 480x480 cm

Località Pradello
- Nelio Sonego, Orizzontaleverticale, 2010, acrilico su acciaio inox, 300x115x30 cm
- Bruno Querci, Germinoluce,  2010, acrilico su acciaio inox, 300x115x30 cm
- Carlo Ciussi, Senza titolo, 2005, ferro, 390x100x105 cm
- Gianni Asdrubali, Zuscanne, 2001, acrilico su plexiglas, 400x150 cm
- Grazia Varisco, Duetto - Tensioni sfasate, 1989, acciaio corten, 300x100x100 cm
- Lucilla Catania, Cannocchiale, 1991, travertino, 500x100x100 cm

Località Fraccia
- Iginio Legnaghi, Lettera agli amici: cara Monica..., 1972-86, ferro, 180x200x200 cm

Località Centro
- Carlo Ciussi, Senza titolo, 2010, ferro, 115x490x93 cm
- Carlo Ciussi, Senza titolo, 1985, ferro, 340x145x85 cm
- Carlo Ciussi, Senza titolo, 2009, ferro, 560x105x70 cm
- Carlo Ciussi, Senza titolo, 2010, ferro, 384x316x60 cm
- Gianni Colombo, Architettura cacogoniometrica, 1988, PVC, 400x800x500 cm
- Nelio Sonego, Orizzontaleverticale, 2006, acrilico su alluminio, 245x120 cm
- Rudi Wach, Wächter, bronzo, 200x36x38 cm
- Bruno Querci, Formaspazio, 2006, acrilico su alluminio, 140x360 cm
- Niele Toroni, Impronte di pennello n. 50 a intervalli di 30 cm “Clessidra”, 2010, acrilico su muro, 260x140 cm
- Pino Pinelli, Pittura R, 1997-98, ceramica semirefrattaria smaltata, 100x250 cm
- Iginio Legnaghi, Uccellofiore, 1989, ferro, 200x250x180 cm
- Francesco Candeloro, Ricostruzione!?, 2010, taglio laser su plexiglas e pietra, 160x680x510 cm

Località Pra de l'Ort
- Mauro Staccioli, Tondi - Morterone, 2010, ferrocemento, 300x2700x50 cm
- Ulrich Rückriem, Ohne Titel, 2008, pietra dolomitica, 300x100x100 cm
- Michel Verjux, Nocturne a Morterone, 2012, proiettore
- Niele Toroni, Impronte di pennello n. 50 a intervalli regolari di 30 cm “10 Impronte di fuoco”, 2012
- François Morellet, La porte s'envole, 2012, neon blu, 261x138 cm
- Nicola Carrino, Ricostruttivo 2010. Progetto Paesaggio Morterone,  2010-2012, acciaio inox molato e acciaio corten, nove moduli ognuno di 300x75x75 cm